# NetSky
Pour les articles homonymes, voir Netsky.
NetSky est une famille prolifique de vers informatique. La première variante est apparue le 16 février 2004. La variante "B" était le premier membre de la famille à se propager massivement, le 18 février 2004. L'allemand Sven Jaschan, alors âgé de 18 ans, a avoué l'avoir écrit ainsi que d'autres vers. Jaschan est aussi l'auteur du ver Sasser.
Une fois exécuté, NetSky.AB se copie sous le nom de CSRSS.EXE dans le répertoire de Windows.
Bien que les fonctions des vers varient largement d'un virus à l'autre, la famille NetSky est peut-être surtout connue pour les commentaires contenus dans le code source de ses variantes insultant les auteurs des vers Bagle et MyDoom et, dans certains cas, des routines qui désinstallent des versions de ces virus. La "guerre" a causé une augmentation sensible du nombre des variantes des virus de ces familles. En juin 2004, Bagle en avait environ 28, NetSky environ 29 et MyDoom environ 10.
NetSky cause également des bips à des dates spécifiques, le matin de 6 h à 9 h (pour la variante D).
Le ver a été envoyé par email, incitant le destinataire à ouvrir la pièce jointe. Une fois ouvert, le programme joint chercherait des adresses email dans l'ordinateur atteint et s'enverrait lui-même à toutes les adresses trouvées. Il cherche les adresses dans tous les fichiers d'extension .ADB, .ASP, .CFG, .CGI, .DBX, .DHTM, .DOC, .EML, .HTM, .HTML, .JSP, .MBX, .MDX, .MHT, .MMF, .MSG, .NCH, .ODS, .OFT, .PHP, .PL, .PPT, .RFT, .SHT, .SHTM, .TBB, .TXT, .UIN, .VBS, .WSH et .XML de l'ordinateur.